# Encontro imediato
Em ufologia, um encontro imediato ou contato imediato é um evento em que uma pessoa vê a presença de um objeto voador não identificado (OVNI) e, ocasionalmente, os seus hipotéticos ocupantes. Esta terminologia e o sistema de classificação que lhe está subjacente foram inventados pelo astrônomo e ufólogo norte-americano Josef Allen Hynek (1910-1986), e apareceram pela primeira vez em seu livro The UFO experience: A scientific enquiry, escrito em 1972. Nesse trabalho, ele apresenta os três tipos básicos de possíveis encontros. As categorias adicionais foram incluidas mais tarde, mas não são universalmente aceitas por todos os ufólogos.
O nome do filme de Steven Spielberg, Close Encounters of the Third Kind ("Contatos Imediatos do Terceiro Grau" de 1977) é baseado na escala original de Hynek. 
Os avistamentos a mais de 150 metros (500 pés) são classificados como "discos diurnos", "luzes noturnas", "informes visuais ou de radar", etc. Os menores que essa distância são classificados em diferentes subtipos de encontros imediatos. Hynek, e, posteriormente, outros autores,  argumentam que encontros imediatos reais dão-se a essa distância aproximada como máxima, para reduzir e, em seguida, eliminar a possibilidade de confusão com uma aeronave convencional, ou um evento meteorológico (como uma nuvem incomum) ou siderais (como a queda de um meteoro ou estrela cadente).

## Escala de Hynek

### Zero grau
- luzes misteriosas
- grandes distâncias

### Primeiro grau
O avistamento de um ou mais objetos voadores não identificados:
- discos voadores;
- objetos voadores não identificáveis como feitos pelo homem.

### Segundo grau
Observação de um OVNI associada a outras percepções:
- calor ou radiação;
- danos ao terreno;
- círculos nas plantações;
- paralisia (catalepsia);
- animais assustados;
- interferência no funcionamento de máquinas;
- perda de memória associada ao encontro com o OVNI.

### Terceiro grau
É a observação que Hynek classificou como a de "seres animados" em associação com os OVNIs. Hynek deliberadamente escolheu o termo vago "seres animados" de modo a descrever os supostos seres sem fazer qualquer julgamento de valor de como eles seriam. Hynek não necessariamente especificou esses seres como sendo "extraterrestres" ou "alienígenas". Ainda, ele manifestou desconforto com os relatos existentes, mas sentiu-se obrigado a incluir a categoria para representar esta minoria que afirma ter tido os encontros.
A escala original de Hynek vai somente até o terceiro grau.
O pesquisador de OVNIs Ted Bloecher propôs uma escala de seis subtipos de encontros de terceiro grau da escala de Hynek:
- (A) uma entidade é observada apenas dentro do OVNI;
- (B) uma entidade é observada dentro e fora do OVNI;
- (C) uma entidade é observada próxima ao OVNI, mas nem entrando nem saindo dele;
- (D) uma entidade é observada e nenhum OVNI é avistado, mas atividades de OVNIs são relatadas na mesma área e momento;
- (E) uma entidade é observada e nenhum OVNI é avistado, e nenhuma atividade OVNI é relatada naquela área naquele momento;
- (F) nenhuma entidade ou OVNI é observada, mas o alvo experimenta alguma forma de "comunicação inteligente".

### Quarto grau
Um ser humano é abduzido por um OVNI ou seus ocupantes. Jacques Vallée, que trabalhou com Josef Allen Hynek, argumentou que um encontro do quarto grau deveria ser descrito como um caso onde "o observador passa por uma experiência de transformação de seu senso de realidade", de modo a incluir casos de não-abdução taxados de simples alucinação ou sonho.

### Quinto grau
Descrita por Steven M. Greer, engloba encontros onde há comunicação bilateral, espontânea, voluntária e proativa entre o observador e inteligência extraterrestre. A definição é similar aos relatos da década de 1950, onde pessoas afirmaram manter uma comunicação regular com alienígenas benevolentes.
A natureza desta comunicação bilateral e deliberada é geralmente tida como (mas não necessariamente deve ser) telepática. O alvo geralmente diz não ter quaisquer super habilidades psíquicas prévias. Ao contrário da crença geral, nem todos os alvos identificam a fonte como sendo de origem extraterrestre, mas simplesmente de um mundo diferente do nosso.

### Em inglês
- "BBC - Close encounters with extra-terrestrials"
- SciFi.com Hynek classification

### Em espanhol
- Caso Ovni en Morales de toro Zamora.